# Edsele socken
Edsele socken i Ångermanland ingår sedan 1974 i Sollefteå kommun och motsvarar från 2016 Edsele distrikt.
Socknens areal är 480,30 kvadratkilometer, varav 473,00 land. År 2000 fanns här 655 invånare. Kyrkbyn Edsele med sockenkyrkan Edsele kyrka ligger i socknen. 

## Administrativ historik
Edsele socken bildades under senare delen av 1400-talet genom en utbrytning ur Ramsele socken. 
Vid kommunreformen 1862 övergick socknens ansvar för de kyrkliga frågorna till Edsele församling och för de borgerliga frågorna bildades Edsele landskommun. Landskommunen Inkorporerades 1952 i Ramsele landskommun som 1974 uppgick i Sollefteå kommun. Församlingen uppgick 2007 i Ramsele-Edsele församling.
1 januari 2016 inrättades distriktet Edsele, med samma omfattning som församlingen hade 1999/2000.  
Socknen har tillhört fögderier, tingslag och domsagor enligt vad som beskrivs i artikeln Ångermanland.  De indelta båtsmännen tillhörde Andra Norrlands förstadels båtsmanskompani.

## Geografi
Edsele socken ligger kring Faxälven nordväst om Sollefteå. Socknen har odlingsbygd vid älven och är i övrigt en kuperad skogsbygd som når 442 meter över havet.

## Fornlämningar
Fångstgropar har påträffats.

## Namnet
Namnet (1535 Essxledh) kommer från ån Edslan. Namnet har oklar tolkning.

## Befolkningsutveckling
| Befolkningsutvecklingen i Edsele socken 1810–1990                                                        | Befolkningsutvecklingen i Edsele socken 1810–1990 | Befolkningsutvecklingen i Edsele socken 1810–1990 | Befolkningsutvecklingen i Edsele socken 1810–1990 | Befolkningsutvecklingen i Edsele socken 1810–1990 |
| --- | ------------------------------------------------- | ------------------------------------------------- | ------------------------------------------------- | ------------------------------------------------- |
| |                                                   |                                                   |                                                   |                                                   |
| År |                                                   |                                                   | Folkmängd                                         |                                                   |
| 1810 | 1810                                              |                                                   | 415                                               |                                                   |
| 1820 | 1820                                              |                                                   | 521                                               |                                                   |
| 1830 | 1830                                              |                                                   | 547                                               |                                                   |
| 1840 | 1840                                              |                                                   | 655                                               |                                                   |
| 1850 | 1850                                              |                                                   | 788                                               |                                                   |
| 1860 | 1860                                              |                                                   | 984                                               |                                                   |
| 1870 | 1870                                              |                                                   | 1 130                                             |                                                   |
| 1880 | 1880                                              |                                                   | 1 507                                             |                                                   |
| 1890 | 1890                                              |                                                   | 1 578                                             |                                                   |
| 1900 | 1900                                              |                                                   | 1 667                                             |                                                   |
| 1910 | 1910                                              |                                                   | 1 891                                             |                                                   |
| 1920 | 1920                                              |                                                   | 2 126                                             |                                                   |
| 1930 | 1930                                              |                                                   | 2 034                                             |                                                   |
| 1940 | 1940                                              |                                                   | 1 985                                             |                                                   |
| 1950 | 1950                                              |                                                   | 1 814                                             |                                                   |
| 1960 | 1960                                              |                                                   | 1 649                                             |                                                   |
| 1970 | 1970                                              |                                                   | 1 130                                             |                                                   |
| 1980 | 1980                                              |                                                   | 943                                               |                                                   |
| 1990 | 1990                                              |                                                   | 750                                               |                                                   |
| Anm: Källor: Umeå universitet - Tabellverket 1749-1859, Demografiska databasen, CEDAR, Umeå universitet. |                                                   |                                                   |                                                   |                                                   |